# Leo (película)
Leo es una película dramática española, escrita y dirigida por José Luis Borau y protagonizada por Icíar Bollaín y Javier Batanero. Fue nominada a seis Premios Goya en el año 2001 y ganó el premio al Mejor Director. También fue seleccionada para participar en el 22.º Festival Internacional de Cine de Moscú.

## Reparto
| Intérprete            | Personaje         |
| --------------------- | ----------------- |
| Icíar Bollaín         | Leo               |
| Valeri Yevlinski      | Gabo              |
| Luis Tosar            | Paco              |
| Rosana Pastor         | Merche            |
| Charo Soriano         | Leonor            |
| Javier Batanero       | Salva             |
| José Gómez            | Pipo              |
| Jorge Bosch           | Camarero          |
| Carlos Kaniowsky      | Cartonerto        |
| Carlos Bernal         | Roberto           |
| Encarna Breis         | Trini             |
| Olga Margallo         | Esther            |
| Juanma Rodríguez      | Juanmi            |
| Ruth García           | Alba              |
| Paco Barcia           | Luchador          |
| Txema Blasco          | Don Miguel        |
| Alicia Agut           | Marisa            |
| Carmen Santonja       | Vecina            |
| Ana Goya              | Paqui             |
| Antonio P. Costafreda | Churrero          |
| Marco Aurelio         | Jefe Okupa        |
| Elena Rayos           | Chica Okupa       |
| Daniel Contreras      | Chico Okupa       |
| David Lorente         | Kioskero          |
| Lino Ferreira         | Guarda            |
| Sayago Ayuso          | Vendedor          |
| Joaquín Barrueco      |                   |
| Jaroslaw Bielski      |                   |
| Javier Gómez          |                   |
| Fernando Hernández    | Encargado         |
| Alexandra Lincu       | Cura              |
| Valentín Martínez     |                   |
| Anka Moldovan         |                   |
| María Pastor          | Portera de Taller |
| Chema Prado           |                   |
| Manuel Regueiro       |                   |
| Ruth Salas            |                   |
| Taki Sava             | Vendedora China   |
| Marisa Paredes        | Mujer en el metro |